# اچ‌ام‌اس سالزبری (۱۶۹۸)
اچ‌ام‌اس سالزبری (۱۶۹۸) (به انگلیسی: HMS Salisbury (1698)) یک کشتی است که طول آن ۱۳۴ فوت ۴٫۵ اینچ (۴۱٫۰ متر) می‌باشد.